# Електроніка ІМ-10

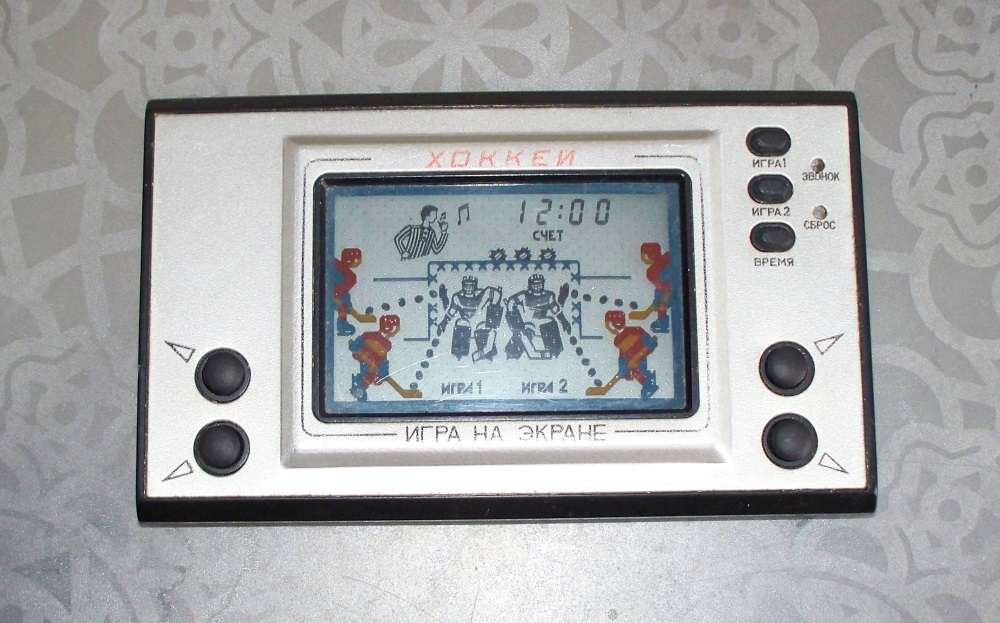
Електронна гра

«Електроніка ІМ10 — Хокей» — електронна гра, відома і популярна з серії перших радянських портативних електронних ігор з рідкокристалічним екраном, вироблених під торговою маркою «Електроніка».
Клон Nintendo EG-26 Egg з серії Nintendo Game & Watch. Вироблялась з 1988 року. Роздрібна ціна становила 23 рублі.
Мікропроцесор: КБ1013ВК1-2.